# SQLJ
SQLJ — подмножество стандарта SQL, направленное на объединение преимуществ синтаксиса языков SQL и Java ради удобства реализации бизнес-логики и работы с данными. Данный стандарт разработан консорциумом, состоящим из компаний IBM, Micro Focus, Microsoft, Compaq (точнее, его подразделение, занимающееся СУБД, которое, скорее, можно отнести к приобретенной компании Tandem), Informix, Oracle, Sun и Sybase.

## Предыстория
На момент появления консорциума JSQL (впоследствии ставшего одноимённым с разрабатываемым им стандартом) в 1997 году идея о взаимодействии реляционных СУБД и программ на Java была не нова. Компанией JavaSoft (дочерним подразделением компании Sun) уже был разработан интерфейс JDBC (англ. Java DataBase Connectivity — «соединение с БД средствами Java»), включённый в стандарт языка, начиная с момента выпуска JDK 1.1. Однако в силу определённых причин (см. «SQLJ и JDBC») возможностей, предоставляемых этим интерфейсом было недостаточно.
Спецификация стандарта SQLJ состоит из трех частей:
- Уровень 0 регламентирует встраивание SQL-операторов в текст программы на Java;
- Уровень 1 определяет обратное включение, а именно, реализацию в использующих SQL СУБД хранимых процедур и функций на языке Java;
- Уровень 2 устанавливает соответствие между типами данных.

К концу 1998 года все три уровня спецификации были завершены и представлены для рассмотрения в ANSI в качестве дополнений к стандарту SQL. Первые две части нового стандарта были включены соответственно в части SQL/OLB и SQL/PSM стандарта SQL:1999; третья часть вошла как отдельный модуль SQL/JRT в стандарт SQL:2003
Обычно применительно к разработке приложений, работающих с БД, под SQLJ обычно понимается именно уровень 0.

## Пример кода
Приведем простой пример Java-класса, использующего SQLJ для получения результатов запроса из Oracle.
```
import
 
java.sql.*
;

import
 
oracle.sqlj.runtime.Oracle
;

public
 
class
 
SingleRowQuery
 
extends
 
Base
 
{

   
public
 
static
 
void
 
main
(
String
[]
 
args
)
 
{

      
try
 
{

         
connect
();

         
singleRowQuery
(
1
);

      
}
 
catch
 
(
SQLException
 
e
)
 
{

         
e
.
printStackTrace
();

      
}

   
}

   
public
 
static
 
void
 
singleRowQuery
(
int
 
id
)
 
throws
 
SQLException
 
{

      
String
 
fullname
 
=
 
null
;

      
String
 
street
 
=
 
null
;

      
#
sql
 
{

         
SELECT
 
fullname
,

            
street
 
INTO
 
:
OUT
 
fullname
,

            
:
OUT
 
street
 
FROM
 
customer
 
WHERE
 
ID
 
=
 
:
IN
 
id
};

      
System
.
out
.
println
(
"Customer with ID = "
 
+
 
id
);

      
System
.
out
.
println
();

      
System
.
out
.
println
(
fullname
 
+
 
" "
 
+
 
street
);

   
}

}

```

Из рассмотрения приведённого кода ясно, что в сам текст процедуры singleRowQuery встраивается SQL-запрос, и встраивание это организовано по определённым правилам:
- Текст запроса находится внутри директивы #sql {...};
- Переменные, внешние по отношению к SQL-запросу, задаются внутри него в определенном формате

Подробно все синтаксические конструкции будут рассмотрены далее.

## SQLJ и JDBC
Логично возникновение вопроса о причинах создания двух параллельных стандартов для реализации технологий доступа к СУБД.
Для начала стоит отметить, что SQLJ и JDBC относятся к разным семействам стандартов и концептуально они разные. JDBC является API, входящим в стандарт языка Java и ориентированным на передачу сформированной программой SQL-конструкции в БД, а также обработку результата. SQLJ же является подмножеством стандарта SQL SQL/OLB — для него первичным является понятие базы данных, а язык, в который включаются SQL-конструкции, вторичен. Согласно этому стандарту встраивание SQL-операторов допускается не только в Java, но и в языки программирования Ada, C, COBOL, Fortran, MUMPS, PL/I.
Далее, использование SQLJ на самом деле неявно подразумевает вызов JDBC-методов, так как в данном случае они выполняют роль соответственно высоко- и низкоуровневого API. Если углубиться в подробности реализации технологий SQLJ и JDBC, то можно обнаружить, что любые SQLJ-директивы прозрачно для программиста специальной подсистемой, называемой SQLJ-препроцессором, транслируются в JDBC-вызовы. Благодаря этому можно спокойно сочетать в одном фрагменте кода SQLJ- и JDBC-вызовы, при необходимости используя общий контекст.
На самом деле, в каждом конкретном случае, когда требуется выполнение SQL-оператора, выбор между SQLJ и JDBC стоит делать, исходя из характера предполагаемой операции. Если это сложный поисковый запрос с возможными вариациями по количеству условий на поиск — тогда однозначно более целесообразно будет формирование текстовой строки запроса и последующее его выполнение через JDBC; если же требуется просто подстановка каких-то переменных либо вычислимых выражений — тогда эргономичнее в части длины кода будет написать SQLJ-директиву.

## Синтаксис
Для того, чтобы эффективно использовать синтаксические новшества, вносимые стандартом SQLJ, необходимо предварительно разобраться в их особенностях, связанных с процессом разбора SQLJ-конструкций.
Любые SQLJ-конструкции начинаются с директивы #sql, в частности, блоки, содержащие внутри себя собственно SQL-запросы, задаются как #sql {…}.

### Внешние переменные
В терминологии SQLJ внешней переменной (англ. host variable) называется переменная SQLJ-конструкции, используемая для получения значений или передачи их во внешнюю относительно конструкции программную среду. К примеру:
```
int
 
i
,
 
j
;

i
 
=
 
1
;

#
sql
 
{
	
SELECT
 
field
 
INTO
 
:
OUT
 
j

            
FROM
 
table

            
WHERE
 
id
 
=
 
:
IN
 
i
 
};

System
.
out
.
println
(
j
);

```

Внешние переменные для избежания неоднозначностей должны задаваться в определённом виде, а именно:
:[IN|OUT|INOUT] <имя переменной>.
Модификаторы IN, OUT, INOUT опциональны и используются для указания переменных, соответственно, передающих значение извне в SQLJ-конструкцию; возвращающих значение вовне и выполняющих обе функции. Данные ключевые слова используются не только для этого — также они задают метод доступа к внешним переменным внутри SQLJ-конструкции: при наличии модификатора IN возможно только чтение значения переменной, при наличии OUT — только запись, при наличии INOUT — полный доступ. По умолчанию (при отсутствии явно заданного модификатора) переменные объявляются с неявным модификатором INOUT.

### Внешние выражения
Вместо просто переменных в SQLJ-конструкциях можно использовать выражения, содержащие внешние переменные, чаще называемые просто внешними выражениями (англ. host expressions). Они имеют определённый синтаксис:
:( <выражение> )
Основной нюанс при использовании внешних выражений заключается в том, что их использование может повлечь за собой определённые последствия, связанные с тем, что разбор SQLJ-конструкции препроцессором при наличии нескольких внешних выражений идёт в определённом порядке, а при использовании в выражениях присваиваний результат присваивания может быть передан в программную среду.
Для иллюстрации данных двух моментов разберем простой пример использования внешних выражений:
```
int
 
i
 
=
 
1
;

#
sql
 
{
	
SELECT
 
result

	    
FROM
  
table1

	    
WHERE
 
field1
 
=
 
:(
x
[
i
++]
)
 
AND
 
field2
 
=
 
:(
y
[
i
++]
)
 
AND
 
field3
 
=
 
:(
z
[
i
++]
)
 
};

System
.
out
.
println
(
i
);

```

Исходя из опыта программирования, можно попытаться предположить, что
1. Значение переменной i в процессе разбора SQL-выражения не будет изменяться;
2. Сформированный запрос будет иметь вид

```
SELECT
 
result

    
FROM
    
table1

    
WHERE
   
field1
 
=
 
:(
x
[
1
])
 
AND
 
field2
 
=
 
:(
y
[
1
])
 
AND
 
field3
 
=
 
:(
z
[
1
])

```

Однако и первое, и второе утверждения — неверны. Для проверки этого составим простую схему, проясняющую порядок разбора данной конструкции SQLJ-препроцессором:

i = 1 

x[i++] → x[1], i = 2 

y[i++] → y[2], i = 3 

z[i++] → z[3], i = 4 

Следовательно:
1. После выполнения SQLJ-директивы будет иметь место i = 4;
2. Выполняться будет запрос

```
SELECT
 
result

    
FROM
    
table1

    
WHERE
   
field1
 
=
 
:(
x
[
1
])
 
AND
 
field2
 
=
 
:(
y
[
2
])
 
AND
 
field3
 
=
 
:(
z
[
3
])

```

### Контексты
В терминологии SQLJ и JDBC контекстом подключения называется совокупность из трёх параметров, однозначно ими определяемая:
1. название базы данных;
2. идентификатор сессии;
3. идентификатор активной транзакции.

Для любой SQLJ-конструкции контекст, в котором она будет исполняться, можно определить явно: #sql [<контекст>] {…}.
В рамках директивы #sql можно также создавать новые контексты для последующего использования: #sql context <контекст>. Если контекст явно не задан, то конструкция считается выполняемом в контексте по умолчанию (англ. default context).
При необходимости контекст по умолчанию может быть изменён.

### Итераторы
Итератором в терминологии стандарта SQLJ называется объект для хранения результата запроса, возвращающего более одной записи. По своей сути и реализации он представляет собой не просто множество записей, а множество с некоторым упорядочением на нём, позволяющим использовать полученные записи последовательно. В этом плане итератор имеет много общего с курсором.
Стандартом предусмотрены два типа итераторов — разница между ними достаточно интересна: итераторы с привязкой по позиции в использовании требуют более SQL-подобного синтаксиса, в отличие от итераторов с привязкой по столбцам, которые очень близки по использованию к объектам.

#### Итераторы с привязкой по позиции
Первым типом итератора является итератор с привязкой по позициям. Он объявляется следующим образом: #sql public iterator ByPos (String, int). Ясно видно, что в данном случае привязка результатов запроса к итератору осуществляется просто по совпадению типов данных между итератором и результатом запроса. Однако для этого требуется, чтобы типы данных у итератора и результата запроса могли быть отображены друг на друга согласно стандарту SQL/JRT.
Создадим простую таблицу:
```
CREATE
 
TABLE
 
people
 
(

	
fullname
 
VARCHAR
(
50
),

	
birthyear
 
NUMERIC
(
4
,
0
))

```

Теперь с помощью итератора первого типа и конструкции FETCH … INTO … произведем выборку данных из результата запроса:
```
ByPos
 
positer
;

String
 
name
 
=
 
null
;

int
 
year
 
=
 
0
;

#
sql
 
positer
 
=
 
{
SELECT
 
fullname
,
 
birthyear
 
FROM
 
people
};

for
(;;)

{

	
#
sql
 
{
FETCH
 
:
positer
 
INTO
 
:
name
,
 
:
year
};

	
if
 
(
positer
.
endFetch
())

		
break
;

	
System
.
out
.
println
(
name
 
+
 
" was born in "
 
+
 
year
);

		

}

```

Первой директивой осуществляется привязка результата запроса к итератору; второй с помощью конструкции FETCH … INTO … из результата последовательно считывается по одной записи.

#### Итераторы с именованием столбцов
Вторым типом итератора, более приближенного по использованию к обычным объектам, является итератор с именованием столбцов. Для указанной таблицы создание итератора второго типа будет выглядеть следующим образом:
```
#
sql
 
public
 
iterator
 
ByName
 
(

	
String
 
fullNAME
,

	
int
 
birthYEAR
);

```

Используется он как обычный объект, а именно, доступ к полям осуществляется через соответствующие акцессорные методы:
```
ByName
 
namiter
;

#
sql
 
namiter
 
=
 
{
SELECT
 
fullname
,
 
birthyear
 
FROM
 
people
};

String
 
s
;

int
 
i
;

while
 
(
namiter
.
next
())

{

	
i
 
=
 
namiter
.
birthYEAR
();

	
s
 
=
 
namiter
.
fullNAME
();

	
System
.
out
.
println
(
s
 
+
 
" was born in "
+
i
);

}

```

Однако существует правило, которое должно быть соблюдено — имена полей итератора должны совпадать (без учёта регистра) с именами полей в запросе. Это связано с процессом разбора SQLJ-конструкции препроцессором. В случае, если имя столбца в БД имеет название, несовместимое с правилами именования переменных в Java, необходимо использовать в запросе, формирующем итератор, псевдонимы.

### Вызовы процедур и функций
Вызовы процедур очень просто записываются с использованием внешних переменных
```
#
sql
 
{
CALL
 
proc
 
(:
myarg
)};

```

Функции, в свою очередь, вызываются с использованием конструкции VALUE
```
int
 
i
;

#
sql
 
i
 
=
 
{
VALUES
(
func
(
34
))};

```

## Взаимодействие с JDBC
Так как SQLJ-директивы при своём использовании используют JDBC-вызовы, то представляет интерес возможность использовать эти технологии совместно. Достаточно легко преобразовывать итераторы в объекты ResultSet и наоборот.
Преобразование объекта ResultSet осуществляется очень просто. Для этого сначала нужно определить итератор с именованием столбцов (в нашем примере он будет обозначаться Employees, а затем выполнить операцию CAST:
```
#
sql
 
iterator
 
Employees
 
(
String
 
ename
,
 
double
 
sal
);

PreparedStatement
 
stmt
 
=
 
conn
.
prepareStatement
();

String
 
query
 
=
 
"SELECT ename, sal FROM emp WHERE "
;

query
 
+=
 
whereClause
;

ResultSet
 
rs
 
=
 
stmt
.
executeQuery
(
query
);

Employees
 
emps
;

#
sql
 
emps
 
=
 
{
CAST
 
:
rs
};

while
 
(
emps
.
next
())
 
{

      
System
.
out
.
println
(
emps
.
ename
()
 
+
 
" earns "
 
+
 
emps
.
sal
());

}

emps
.
close
();

stmt
.
close
();

```

Отдельно стоит обратить внимание, что после привязки результата запроса к итератору отдельно закрывать результат запроса нет надобности — это за программиста сделает сам препроцессор.
Обратный процесс — преобразование итератора в объект ResultSet производится с помощью итераторов особого типа, так называемых слабо типизированных (англ. weakly typed) итераторов.
```
sqlj
.
runtime
.
ResultSetIterator
 
iter
;

#
sql
 
iter
 
=
 
{
SELECT
 
ename
 
FROM
 
emp
};

ResultSet
 
rs
 
=
 
iter
.
getResultSet
();

while
 
(
rs
.
next
())
 
{

      
System
.
out
.
println
(
"employee name: "
 
+
 
rs
.
getString
(
1
));

}

iter
.
close
();

```

В этом случае связь между итератором и результатом запроса также сохраняется и закрывать следует именно итератор.

## Особенности SQLJ
Как уже упоминалось ранее, сравнивать SQLJ как технологию проще всего с аналогичной Java-ориентированной технологией того же назначения, а именно — с JDBC. Ситуация усложняется тем, что эти технологии не параллельны и не вполне взаимозаменяемы, а находятся друг над другом архитектурно.
1. Запрос одинакового назначения, записанный в JDBC-вызовах и в SQLJ-директиве, в большинстве случаев будет более компактно записан в тексте программы именно во втором случае, что уменьшает размер листинга и вероятность ошибки, связанной со сборкой итоговой строки запроса из небольших фрагментов;
2. Любая SQLJ-директива на этапе компиляции разбирается и проверяется препроцессором, следовательно, все ошибки синтаксиса выявляются ещё на этом этапе, в отличие от JDBC, где контролируется правильность конструкций только с точки зрения синтаксиса Java — за разбор и правильность собственно запроса отвечает уже СУБД, что, естественно, приводит к тому, что ошибки такого рода будут выявлены уже на этапе запуска;
3. Собственно сам препроцессор (обычно имеющий название sqlj) не входит в JDK; он и необходимые для его работы библиотеки обычно предоставляются производителем СУБД. Это закономерно — как показано выше, SQLJ гораздо более близок к СУБД, чем собственно к языку Java; более того, препроцессор должен учитывать особенности SQL-синтаксиса «своей» СУБД;
4. В большинстве случаев — особенно это касается часто выполняющихся сложных запросов, работающих с большими массивами данных, — SQLJ-директива будет выполняться в среднем быстрее аналогичного набора JDBC-вызовов. Это связано с тем, что план для соответствующего запроса в случае SQLJ-директивы будет строиться только один раз, а затем использоваться повторно, в отличие от JDBC, где построение плана будет осуществляться при каждом вызове;
5. Создаваемый при трансляции SQLJ-директивы план запроса при необходимости может быть подвергнут настройке со стороны пользователя; в случае JDBC такая возможность по понятным причинам отсутствует;
6. Если запрос требует значительных изменений в каждом конкретном случае (простой пример: поисковый запрос по набору полей, значения в части которых могут отсутствовать), то проще использовать JDBC, так как преимуществ в использовании SQLJ здесь нет;
7. Так как при использовании JDBC нет надобности в дополнительном этапе обработки кода — трансляции, то процесс компиляции в этом случае будет быстрее.

## Недостатки SQLJ
1. SQLJ требует дополнительного шага препроцессирования.
2. Большинство IDE не имеют поддержки SQLJ.
3. SQLJ не имеет поддержки в большинстве ORM-фреймворков, таких как Hibernate.

## Поддержка программными средствами

### Informix
http://www-01.ibm.com/software/data/informix/pubs/library/iif.html
см. Embedded SQLJ User’s Guide